# Semana Santa en Mérida
La Semana Santa de Mérida (España), declarada fiesta de Interés Turístico Internacional, es uno de los más importantes acontecimientos religiosos y culturales de la ciudad, atrayendo cada año a miles de visitantes a la capital de Extremadura, para contemplar el paso de las distintas hermandades y cofradías por las calles del casco histórico, reconocido por la Unesco como Patrimonio de la Humanidad. Mediante Resolución de la Secretaría de Estado de Turismo de 6 de agosto de 2018 la Semana Santa de Mérida alcanza el título de Fiesta de Interés Turístico Internacional.

## Historia
Los primeros datos que poseemos de los desfiles procesionales en la ciudad se remontan a la época visigoda según se relata en el Libro de los Padres de la Iglesia de Mérida. Se tiene constancia de la organización de desfiles desde la Catedral Metropolitana de Santa Ierusalem (actual Catedral Metropolitana de Santa María la Mayor) hasta la Basílica de Santa Eulalia.

## Cofradías y Hermandades
| Nombre | Sede canónica                                         | Estación de penitencia |
| Santísimo Cristo de la O (Junta de Cofradías)                                                                                               | S.I.Concatedral Metropolitana de Santa María la Mayor | Viernes Santo |
| Real Hermandad y Cofradía Infantil de Ntro. Padre Jesús de Medinaceli, Stmo. Cristo de las Injurias y Ntra. Sra. del Rosario                | S.I.Concatedral Metropolitana de Santa María la Mayor | Domingo de Ramos y Lunes Santo |
| Hermandad de Nazarenos del Santísimo Cristo del Calvario, Ntro. Padre Jesús Nazareno, Stma. Virgen de los Dolores y Mª Stma. de la Amargura | Parroquia de Cristo Rey                               | Martes Santo, Madrugada del Jueves Santo y Viernes Santo |
| Cofradía de Ntro. Padre. Jesús Nazareno, Stmo. Cristo de los Remedios y Ntra. Sra. del Mayor Dolor                                          | Basílica de Santa Eulalia                             | Miércoles Santo, Jueves Santo y Sábado de Gloria |
| Cofradía del Stmo. Cristo de las Tres Caídas y Ntra. Sra. de la Misericordia                                                                | Parroquia de Ntra. Sra. de los Milagros               | Miércoles Santo |
| Cofradía Ferroviaria del Descendimiento de Ntro. Sr., Stma. Virgen de las Angustias y Ntra. Sra de la Esperanza                             | Basílica de Santa Eulalia                             | Jueves Santo, Viernes Santo y Sábado de Gloria acompañando a la Cofradía de Ntro. Padre. Jesús Nazareno, Stmo. Cristo de los Remedios y Ntra. Sra. del Mayor Dolor |
| Hermandad del Stmo. Cristo de la Vera Cruz y Mª Stma. de Nazaret                                                                            | Parroquia de Ntra. Sra. del Perpetuo Socorro          | Jueves Santo |
| Cofradía del Prendimiento de Jesús y Ntra. Sra de la Paz                                                                                    | Parroquia de San Francisco de Sales                   | Jueves Santo |
| Sacramental y Penitencial Hermandad de la Sagrada Cena y Ntra. Sra. del Patrocinio                                                          | Parroquia de San José                                 | Domingo de Ramos |
| Cofradía de Ntro. Padre Jesús de la Humildad y Ntra. Sra. de las Lágrimas                                                                   | Parroquia de San Juan Bautista y Mª Auxiliadora       | Martes Santo |
| Asociación del Santísimo Cristo de la Victoria y Nuestra Señora de la Luz (futura hermandad)                                                | Parroquia de Nuestra Señora del Rosario               | Primer sábado de Pascua (Tiene el objetivo de procesionar el Sábado Santo)                                                                                         |

## Estaciones de penitencia y otros actos
Desde la Procesión de Palmas, y posterior Eucaristía en la Concatedral, hasta la Solemnidad de Pascua, las distintas hermandades y cofradías de la ciudad realizan sus respectivas estaciones de penitencia. Desde los distintos templos, cada cofradía va recorriendo las calles del casco histórico buscando la carrera oficial, la Plaza de España. Una vez en carrera oficial, cada una de las cofradías debe encaminarse hacia la Puerta de la S.I. Concatedral Metropolitana de Santa María La Mayor hacia donde realizará su estación de penitencia. Posteriormente, cada Cofradía o Hermandad realizará el recorrido de vuelta hacia su sede canónica. 
| Día                     | Mañana | Tarde | Noche-Madrugada |
| Viernes de Dolores      | | | |
| Domingo de Ramos        | Procesión de las Palmas. Salida de la Iglesia del Carmen y entrada en la Concatedral. Participa una representación de todas las cofradías, grupos y asociaciones religiosas, así como representantes de los grupos políticos y la Banda Mucicipal de Música. En ciertas ocasiones el Arzobispo de la Archidiócesis de Mérida-Badajoz ha presidido el acto | (Cofradía Infantil) Procesión de la Entrada triunfal de Jesús en Jerusalén; "La Burrita" (Cofradía de la Cena) Procesión de la Sagrada Cena y Ntra. Sra. del Patrocinio | |
| Lunes Santo             | | (Cofradía Infantil) Procesión de Ntro. Padre Jesús de Medinaceli, Santísimo Cristo de las Injurias y Ntra. Sra. del Rosario | |
| Martes Santo            | | (Cofradía del Calvario) Procesión de Jesús orando en el huerto, flagelación de Jesús, Ntro. Padre Jesús Nazareno y Mª Stma. de la Amargura (Cofradía de las Lágrimas) Procesión de Ntro. Padre Jesús de la Humildad y Ntra. Sra. de las Lágrimas | |
| Miércoles Santo         | | (Cofradía del Nazareno) Procesión de Ntro. Padre Jesús Nazareno y Ntra. Sra. del Mayor Dolor. En la Puerta de la Villa se realiza el multitudinario encuentro entre ambos titulares (Cofradía de las Tres Caídas) Procesión del Santísimo Cristo de las Tres Caídas y Ntra. Sra de la Misericordia.                                                                   | |
| Jueves Santo            | | (Cofradía de la Paz) Procesión del Prendimiento y Ntra. Sra. de la Paz (Cofradía de la Vera Cruz) Procesión del Stmo. Cristo de la Vera Cruz y María Stma. de Nazaret (Cofradía Ferroviaria) Procesión del Descendimiento de Ntro. Señor y Ntra. Sra. de la Esperanza (Cofradía del Nazareno) Procesión del Stmo. Cristo de los Remedios y Ntra. Sra. del Mayor Dolor | (Cofradía del Calvario) Procesión del Stmo. Cristo del Calvario Crucificado; Al regreso en la Ermita del Calvario junto a las ruinas romanas del Castellum Aquae acto del descendimiento. La Imagen de la Amargura preside el Acto vestida completamente de luto a los pies de la urna donde se deposita el Cristo para salir al día siguiente como yacente en el Entierro. |
| Viernes Santo           | (Cofradía Ferroviaria) Procesión de la Stma. Virgen de las Angustias y Ntra. Sra de la Esperanza. | (Cofradía del Calvario) Solemne procesión del Santo Entierro; Stmo. Cristo del Calvario Yacente y Stma. Virgen de los Dolores | (Cofradía del Calvario) Procesión de la Soledad (Stma. Virgen de los Dolores sin palio) (Junta de Cofradías) Procesión y Vía Crucis en el Anfiteatro Romano con el Santísimo Cristo de la O. |
| Sábado Santo            | | | |
| Domingo de Resurrección | - (Cofradía del Nazareno) Procesión de Jesús Resucitado y Ntra. Sra. del Mayor dolor sin palio y ataviada de blanco. Colección de fuegos artificiales a la salida de la procesión. Acompaña a esta Cofradía, la Cofradía Ferroviaria del Descendimiento, Stma Virgen de las Angustias y Ntra Sra de la Esperanza, que procesionan con la imagen de San Juan Evangelista, del Misterio del Descendimiento. - Solemne y Pontifical Eucaristía de Pascua en la Concatedral de Mérida | | |

## Estaciones de penitencia

### Domingo de Ramos

#### Procesión de la Sagrada Cena
Sacramental y Penitencial Hermandad de la Sagrada Cena y Nuestra Señora del Patrocinio.
- Salida: Iglesia de San José, 17:00.
- Entrada: 23:00.
- Pasos: Sagrada Cena y Nuestra Señora del Patrocinio. Las imágenes son obra del imaginero sevillano Juan Antonio Blanco Ramos.[5]
- Hábito: Túnica de color blanco roto y capirote blanco, capa y fajín en color burdeos y sandalias de cuero.
- Acompañamiento musical:
  - Banda de Cornetas y Tambores “Santísimo Cristo Resucitado” (Badajoz), en la Sagrada Cena.
  - Banda Municipal de Música de Talavera la Real (Badajoz), en la Virgen.
- Itinerario: Iglesia de San José, Octavio Augusto, Jardines del Teatro Romano, Plaza de Margarita Xirgú, José Ramón Mélida, Puerta de la Villa, Delgado Valencia, Félix Valverde Lillo, Plaza de España, Concatedral (Carrera oficial), Plaza del Rastro, Romero Leal, Templo de Diana, Sagasta, José Ramón Mélida, Plaza Margarita Xirgú, Jardines del Teatro Romano, Avda. Estudiante, Publio Carisio e Iglesia de San José.

#### Procesión de la Burrita
Real Hermandad y Cofradía Infantil de Nuestro Padre Jesús de Medinaceli, Santísimo Cristo de las Injurias y Nuestra Señora del Rosario.
- Salida: Concatedral de Santa María, 18:30.
- Entrada: 21:45.
- Paso: Entrada de Jesús en Jerusalén (La Burrita). El paso está compuesto por seis imágenes: Jesús, la burrita y el pollino, tallados por el imaginero valenciano Pío de Mollar, en 1924. En 1950 el paso fue restaurado por el escultor sevillano Manuel Pineda Calderón, quien realizó las imágenes restantes: San Juan, el Hebreo y la Hebrea.
- Hábito: Túnica blanca con botonadura a todo lo largo, capirote rojo con el emblema de la Cofradía sobre el pecho, capa roja con el emblema sobre el brazo izquierdo, zapatillas y calcetines blancos. Cíngulo de cáñamo.
- Acompañamiento musical:
  - Banda de Cornetas y Tambores de la OJE (Mérida), en la Cruz de Guía.
  - Agrupación Musical “Nuestro Padre Jesús Nazareno”, de Hinojosa del Duque (Córdoba), en la Burrita.
- Itinerario: Concatedral de Santa María, Plaza de España, Puente, Plaza de Roma, Cava, Plaza del Rastro, Templo de Diana, Berzocana, Puerta de la Villa, Delgado Valencia, Félix Valverde Lillo, San Francisco, Concepción, Santa Julia, Plaza de España y Concatedral de Santa María.

### Lunes Santo

#### Procesión de la Cofradía Infantil

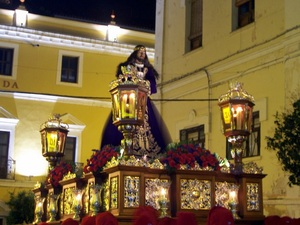
Jesús de Medinaceli

Real Hermandad y Cofradía Infantil de Nuestro Padre Jesús de Medinaceli, Santísimo Cristo de las Injurias y Nuestra Señora del Rosario.
- Salida: Concatedral de Santa María, 20:30.
- Paso: Jesús de Medinaceli, Santísimo Cristo de las Injurias y Nuestra Señora del Rosario. Jesús de Medinaceli es una talla anónima de 1948. El Cristo de las Injurias lo talló Blas Molner en el siglo XVII. La Virgen del Rosario es obra del sevillano Manuel Pineda Calderón, de 1966.
- Hábito: Túnica blanca con ribetes en bocamangas en color rojo y botonadura en rojo. Capa y capirote rojos y cíngulo de esparto.
- Acompañamiento musical:
  - Banda de Cornetas y Tambores "La OJE", (Mérida), en Jesús de Medinaceli.
  - Banda de Cornetas y Tambores "Virgen del Pilar", de Villafranca de los Barros (Badajoz), en el Cristo de las Injurias.
  - Banda Municipal de Guillena, (Sevilla), en la Virgen.
- Itinerario: Concatedral de Santa María, Plaza de España, Santa Julia, Concepción, San Francisco, Félix Valverde Lillo, Delgado Valencia, Puerta de la Villa, Berzocana, San José, Sagasta, Romero Leal, Templo de Diana, Plaza del Rastro, Plaza de España y Concatedral de Santa María, donde se recoge.

### Martes Santo

#### Procesión de la Humildad

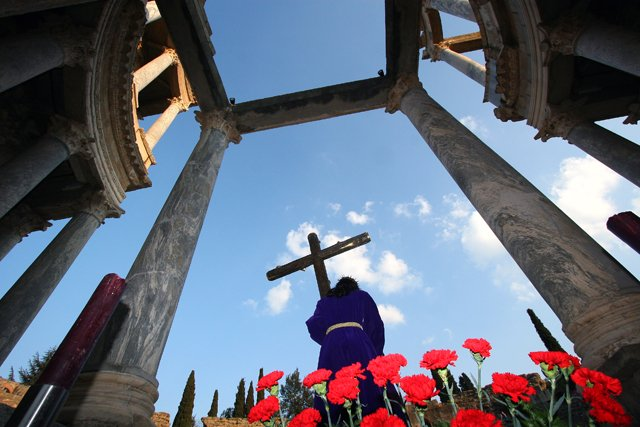
Jesús de la Humildad en el Teatro Romano

Hermandad de Nuestro Padre Jesús de la Humildad, María Santísima de las Lágrimas y Santa Ángela de la Cruz
- Salida: Parroquia de San Juan Bautista y María Auxiliadora.
- Pasos: Jesús de la Humildad y María Santísima de las Lágrimas. Jesús de la Humildad es obra del escultor Luis Peña Maldonado, natural de Llerena (Badajoz). La Virgen de las Lágrimas es una talla anónima procedente de Sevilla; empezó a procesionar a principios de la década de los 90.
- Hábito: Túnica verde y cíngulo de color blanco, capirote blanco y capa blanca. Los hermanos de carga del Señor de la Humildad suprimen la capa y sustituyen el capirote por un verduguillo.
- Acompañamiento musical: Banda de Cornetas y Tambores Jesús Nazareno (Sevilla) en el Cristo, AM Nuestra Señora de la Paz en la Virgen.
- Itinerario: Parroquia de San Juan Bautista y María Auxiliadora, Santa Ramona, Ureña, Río Jerte (Casa Hermandad), Avda. Casa Herrera, Avda. Felipe VI, San Alejo, Arroyo, Parque de la Ermita, Avda. Juan Carlos I, Avda. Extremadura, Camilo José Cela, Félix Valverde, Plaza de España, Santa Eulalia, Puerta de la Villa, Rambla Mártir Santa Eulalia, Santa Lucía, López Puigcerve, Avda. Extremadura, Avda. Juan Carlos I, Glorieta de las 3 Fuentes, Avda. Felipe VI, Avda. Casa Herrera, Río Jerte, dónde se recoge en su casa hermandad.

#### Procesión de la Oración en el Huerto, la Flagelación, el Nazareno y la Amargura
Hermandad y Cofradía de Nazarenos del Santísimo Cristo del Calvario, Nuestro Padre Jesús Nazareno, Santísima Virgen de los Dolores y María Santísima de la Amargura.
- Salida: Ermita del Calvario.
- Pasos: Nuestro Padre Jesús Orando en el Huerto, Flagelación del Señor, Nuestro Padre Jesús Nazareno y María Santísima de la Amargura. El Señor de la Oración en el Huerto es una talla anónima de 1887. El paso de la Flagelación es una serie de Olot (Gerona), de 1947. El resto de imágenes de la procesión son de Manuel Pineda Calderón, que hizo al ángel de la Oración en el Huerto y al Nazareno en 1948, y a la Virgen de la Amargura en 1951.
- Hábito: Túnica y antifaz morado con capa blanca y cíngulo de cuerda amarillo.
- Acompañamiento musical e itinerario: Puede variar cada año.

### Miércoles Santo
Procesión del Nazareno o también conocida como la hermandad de los castillos.
Hermandad de Nuestro Padre Jesús Nazareno, Santísimo Cristo de los remedios y Nuestra señora del Mayor Dolor.
- Salida: Basílica de Santa Eulalia
- Pasos: Nuestro Padre Jesús Nazareno y Nuestra Señora del Mayor Dolor.
- Hábito: Túnica de color blanco con un brocado morado en el bajo de esta y en las mangas. El cubrerrostro es de color morado y la capa, de color lila, queda reservada a aquellos hermanos que desempeñan un cargo en la hermandad.
- Acompañamiento musical:

#### Hermandad del Santísimo Cristo de las Tres Caídas y Nuestra Señora de la Misericordia
- Salida: Parroquia de los Milagros
- Pasos: Santísimo Cristo de las Tres Caídas y Nuestra Señora de la Misericordia. Las dos tallas son del imaginero sevillano Francisco Berlanga de Ávila del año 1994 y 2002 respectivamente.
- Hábito: Túnica blanca y antifaz azul y cíngulo de cuerda amarillo.
- Acompañamiento musical:
  - Agrupación Musical "Nuestra Señora de la Paz" (Mérida), en las Tres Caídas.
  - Banda Municipal de Zafra en la Virgen de la Misericordia.